# 안드로메다자리 시그마
안드로메다자리 시그마(σ And / σ Andromedae)는 안드로메다자리의 항성이다. 지구에서 141 광년 떨어져 있다. 청백색 A형 주계열성으로 겉보기 등급은 +4.51 등급이다. 이러한 밝기는 대부분의 위치에서 맨눈으로 볼 수 있을 정도이다.

## 참고 자료
- 안드로메다자리 시그마의 사진[깨진 링크(과거 내용 찾기)]